# شهرستان مورگان (اوهایو)
شهرستان مورگان، اوهایو (به انگلیسی: Morgan County, Ohio) یک سکونتگاه مسکونی در ایالات متحده آمریکا است که در اوهایو واقع شده‌است.